# Heinersreuth
Heinersreuth är en kommun och ort i Landkreis Bayreuth i Regierungsbezirk Oberfranken i förbundslandet Bayern i Tyskland.